# 戒堂

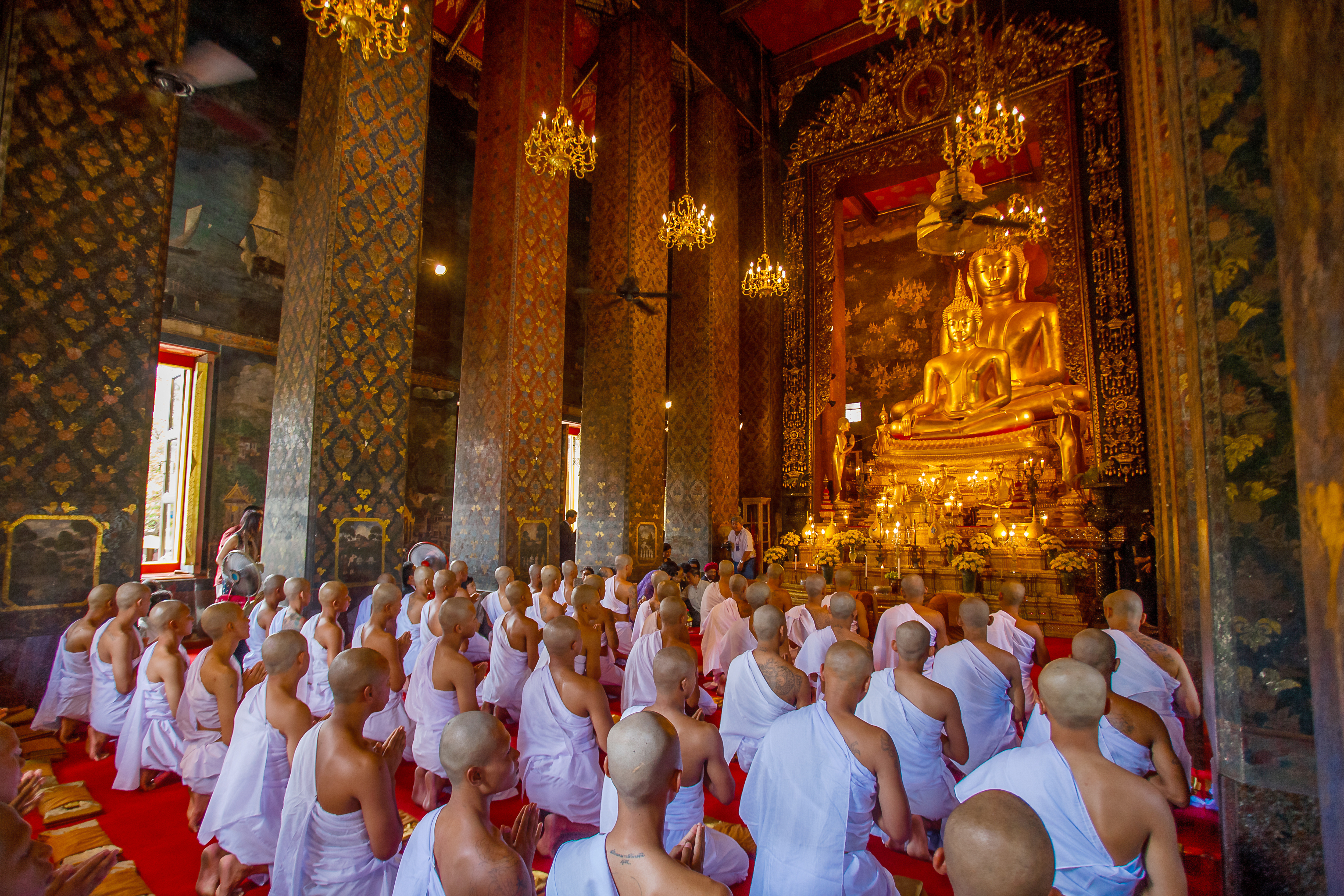
泰国曼谷巴翁僧王寺戒堂的受戒仪式

戒堂是佛教庙宇建筑的一种，多见于南传上座部寺庙，是僧人受戒、诵经之场所。根据戒律的规定，戒堂是僧团集结行业之划界。

## 各地传统
缅甸语中，戒堂称为“登”（Thein），来自巴利语的，意译为“界”。在缅甸以奘房为中心的佛寺中，戒堂是重要且常见的建筑，但亦有独立而建的做法。缅甸掸族寺庙的戒堂称为“辛”（သိမ်ႇ；Sim），是专为僧人活动而设的场所。
在泰国，戒堂称为“乌博索”（Ubosot）或“博”（โบสถ์；Bot），源自巴利语的，意为举行布萨仪式的场所。戒堂是泰民族的洼寺式庙宇的主要建筑，亦用作公共用途 。在泰国中部的佛寺中，戒堂是全寺的中心；泰北寺庙则以舍利塔为中心。寺庙中最重要的佛像就通常在戒堂中供奉。
老挝和泰国东北的依善地区称戒堂为“辛”。
泰老民族的传统是用八块镇邪石（ใบเสมา；Bai sema）划定戒堂的结界。这种做法可以追溯到陀羅缽地文明时期。在南传佛教寺庙中，精舍和戒堂都是供奉佛像的主要礼佛场所，二者最大的区别即戒堂周围是有镇邪石划出结界的。

## 图册

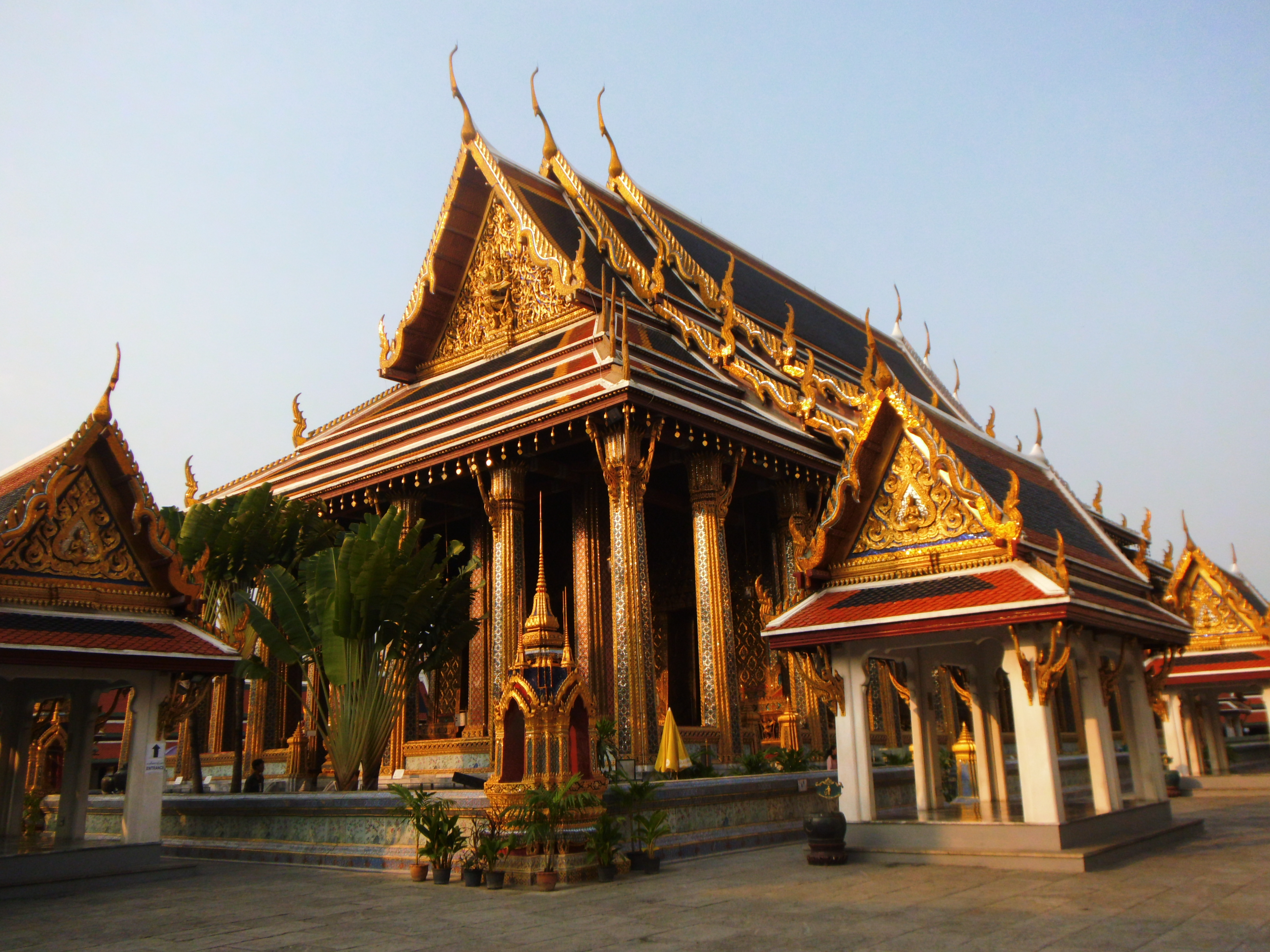
泰国曼谷玉佛寺的戒堂
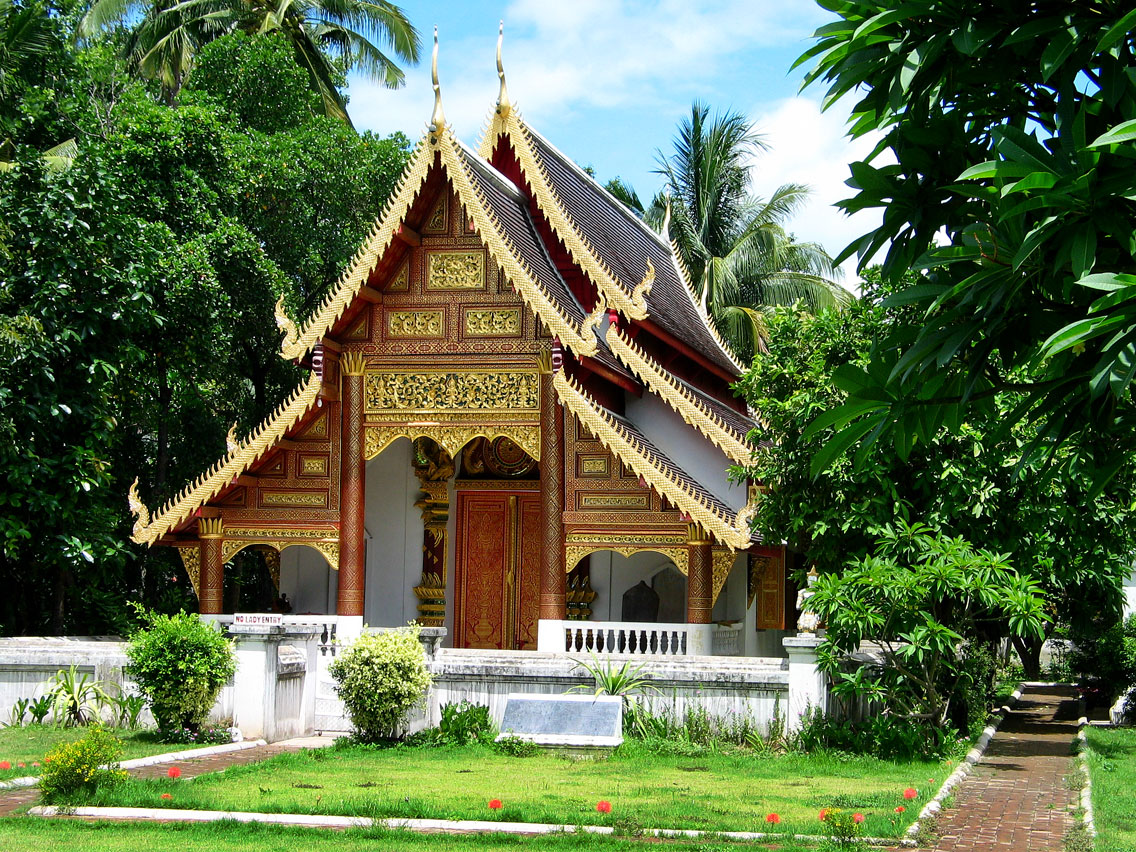
泰国清迈清曼寺的戒堂
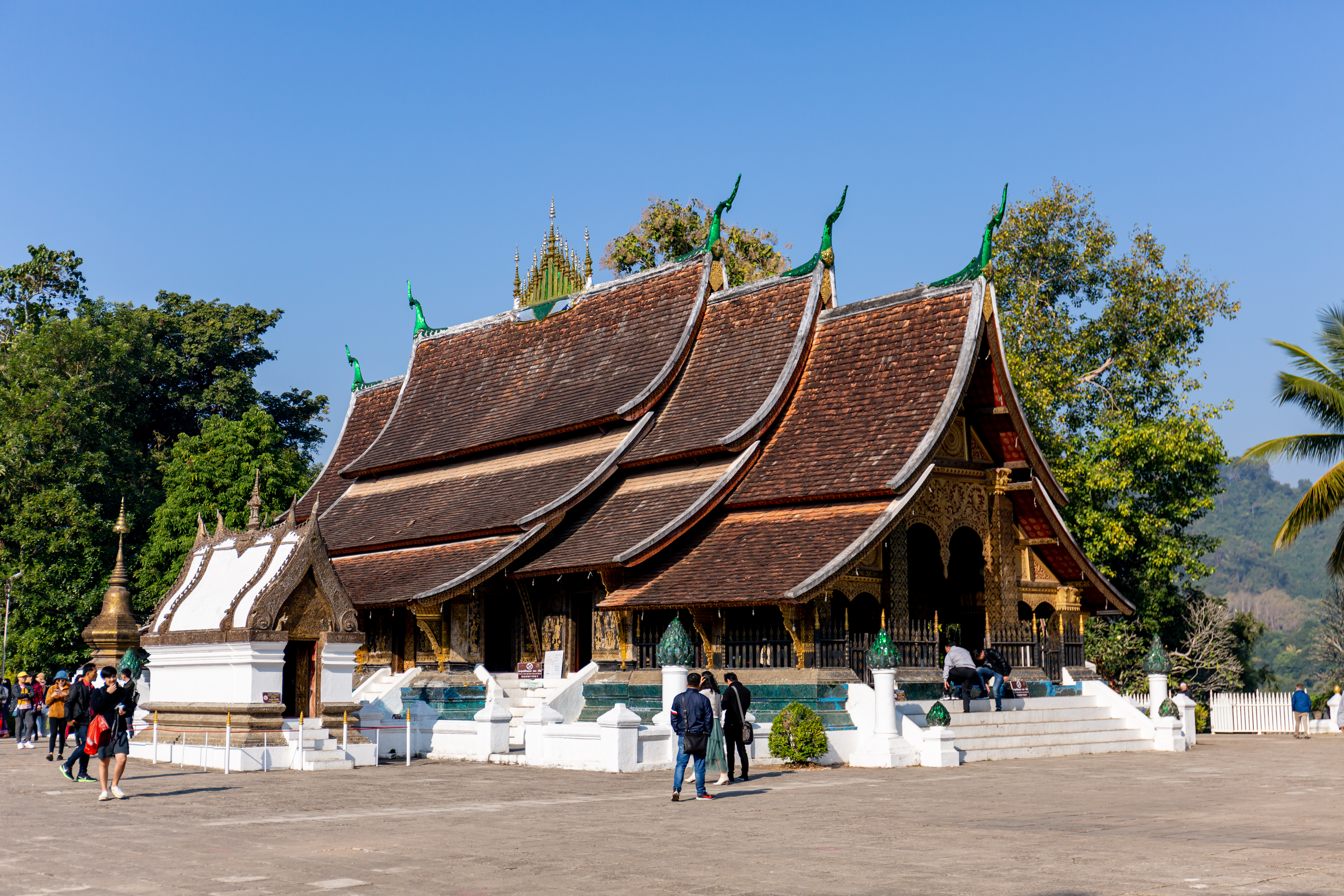
老挝琅勃拉邦香通寺的戒堂
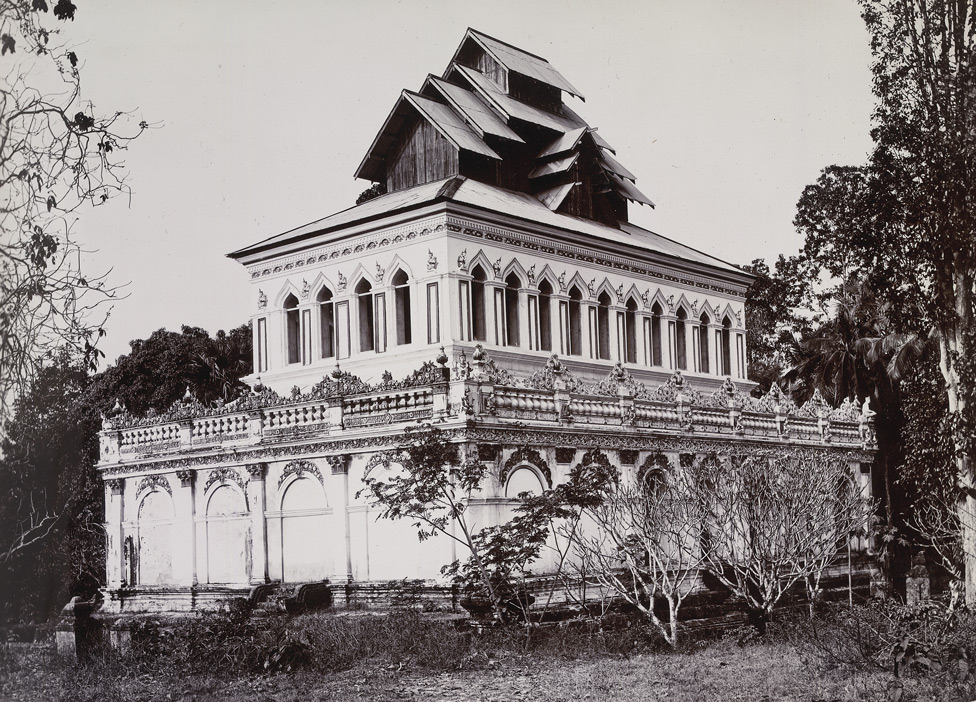
缅甸勃固传戒道场（英语：Kalyani Ordination Hall）
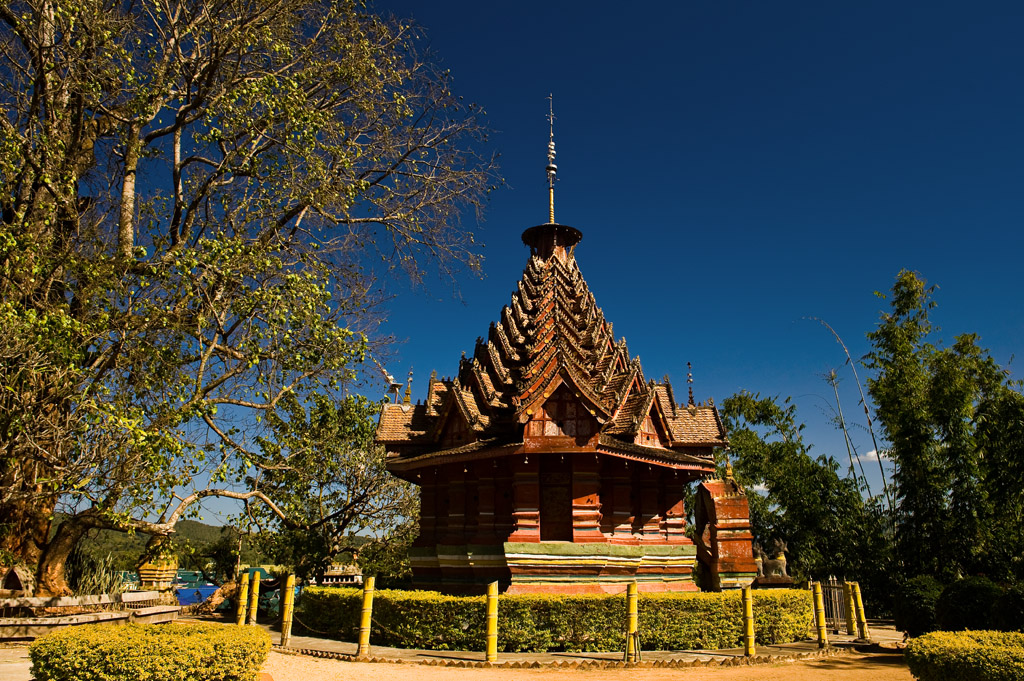
中国云南景真八角亭

## 延伸阅读
- Karl Döhring: Buddhist Temples Of Thailand. Berlin 1920, reprint by White Lotus Co. Ltd., Bangkok 2000, ISBN 974-7534-40-1
- K.I. Matics: Introduction To The Thai Temple. White Lotus, Bangkok 1992, ISBN 974-8495-42-6
- No Na Paknam: The Buddhist Boundary Markers of Thailand. Muang Boran Press, Bangkok 1981 (no ISBN)
- Carol Stratton: What's What in a Wat, Thai Buddhist Temples. Silkworm Books, Chiang Mai 2010, ISBN 978-974-9511-99-2